# Zbytky (Polsko)
Zbytky nebo Zbytkov (polsky Zbytków, německy Zbitkau) je vesnice v jižním Polsku ve Slezském vojvodství v okrese Těšín v gmině Strumeň. Leží ve výběžku území Těšínska do někdejšího pruského Horního Slezska. Sousedí na východě se Strumení, na jihu s Bonkovem, na západě a severu pak se třemi obcemi v okrese Pszczyna (Jarząbkowice, Gołasowice, Pawłowice). Podle sčítání lidu v roce 2011 zde žilo 1 305 obyvatel, rozloha obce činí 4,94 km².
Zbytky patří k tzv. Žabímu kraji, rybníkářské oblasti severovýchodního Těšínska. Vesnice se skládá se tří částí: centrální podél ulic Starowiejské (Staroveské) a Wyzwolenia (Osvobození), severozápadní osady Chalupy a jihovýchodních Borků, jejichž zástavba je přímým pokračováním obytných čtvrtí Strumeně. Obcí probíhá čtyřproudová státní silnice č. 81 spojující Katovice se Skočovem a Vislou.